# Caroline Soares
Caroline Soares Melo (17 czerwca 1992) – brazylijska zapaśniczka walcząca w stylu wolnym. Zajęła 24. miejsce w mistrzostwach świata w 2017. Brązowa medalistka mistrzostw panamerykańskich w 2017. Mistrzyni Ameryki Południowej w 2017 roku.